# Disterigma panamense
Disterigma panamense là một loài thực vật có hoa trong họ Thạch nam. Loài này được Standl. mô tả khoa học đầu tiên năm 1940.